# Edward Enninful
Edward Kobina Enninful OBE (Gana, fevereiro de 1972) é um estilista britânico e o editor-chefe vigente da revista Vogue do Reino Unido, sendo o primeiro homem a ocupar essa posição. Além disso, Enninful tinha sido escolhido para ser o diretor de moda da revista de moda britânica i-D, aos 18 anos, posição em que permaneceu por mais de duas décadas.